# 27087 Тіллманнмор
27087 Тіллманнмор (27087 Tillmannmohr) — астероїд головного поясу, відкритий 24 жовтня 1998 року.
Тіссеранів параметр щодо Юпітера — 3,525.